# Рот, Аарон
Аарон Рот (ивр. אהרן ראטה‎), известный как Реб Ареле (1894, Ужгород — 1947, Иерусалим) — хасидский раввин и талмудический учёный.

## Биография
Сначала он создал хасидскую общину, которую он назвал «Шомер Эмуним» (Хранитель веры), в 1920-х в Сату-Маре и в 1930-х в Берегово, прежде чем обосноваться в Иерусалиме, где он также основал хасидскую общину с тем же названием. Его основной работой является двухтомник Шомер Эмуним (ивр. שומרי אמונים‎), написанный в 1942 году в ответ на новости о преступлениях нацистов в Восточной Европе.
После его смерти община разделилась на две группы. Одна, оставившая имя Шомрей Эмуним, последовала за раввином Аврохом Хаимом (1924 — 2012), другая последовал за его зятем и стала известна как Толдот Аарон (Поколения Аарона, ивр. חסידות תולדות אהרן‎), от которой позже выделилась династия Толдот Аврохом Ицхок (ивр. חסידות תולדות אברהם יצחק‎).